# Гейтс, Кевин
Кевин Джером Гильярд (англ. Kevin Jerome Gilyard; 5 февраля 1986 года, более известный под своим сценическим именем Кевин Гейтс англ. Kevin Gates) — американский рэпер, певец, автор песен и предприниматель. В настоящее время он подписал контракт с Bread Winners' Association в партнерстве с Atlantic Records. В январе 2016 года вышел его дебютный студийный альбом «Islah» и достиг 2 места в американском чарте Billboard 200. До «Islah» Гейтс также выпустил ряд микстейпов, включая «Stranger Than Fiction» (2013), «By Any Means» (2014) и «Luca Brasi 2» (2014), все из которых достигли вершины в топ-40 чарта Billboard 200.

## Ранний период жизни
Кевин Джером Гильярд родился 5 февраля 1986 года в семье пуэрториканки и афроамериканца. Он и его семья переехали в Новый Орлеан, штат Луизиана, прежде чем обосноваться в Батон-Руж. У Гейтса было бурное детство, и в первый раз его арестовали в 1999 году в возрасте 13 лет за угон автомобиля в качестве пассажира. Он потерял связь со своим отцом в молодом возрасте, но позже восстановил её в подростковом возрасте. когда Гейтсу было 14 лет, его отец умер от осложнений, вызванных СПИДом. Когда ему было 17 лет, он недолгое время посещал Общественный колледж Батон-Ружа.

## Карьера

### Начало карьеры, неудачи и Young Money
В 2007 году Гейтс начал свою карьеру, подписав контракт с местным лейблом «Dead Game Records». В середине 2000-х годов его карьера вместе с другими уроженцами Батон-Ружа Boosie Badazz и Webbie начала набирать обороты. В 2007 году все трое сотрудничали над первым микстейпом Гейтса «Pick of Da Litter». В 2008 году был выпущен микстейп «All or Nuthin'» и включал в себя то, что Гейтс описал как «много боли... много правдивых историй». В 2008 году и Гейтс, и Boosie были заключены в тюрьму по отдельным делам, что фактически положило конец музыкальной карьере Гейтса. В период с 2008 по 2011 год он провел 31 месяц в тюрьме. За это время Гейтс заявил, что получил степень магистра психологии в рамках тюремной программы. Он был досрочно освобожден из тюрьмы за хорошее поведение.
После своего пребывания в тюрьме Гейтс почти сразу же снова начал работать над музыкой. В 2012 году он заработал некоторую шумиху с микстейпом Make 'Em Believe. Он также привлёк внимание звукозаписывающего лейбла Лил Уэйна, Young Money Entertainment. Позже в том же году Гейтс был подписан на управленческое крыло лейбла. Несмотря на то, что он был подписан на управленческое крыло, Гейтс так и не подписал контракт на запись с «Young Money». Однако он отметил, что именно Birdman позже подал ему идею основать свой собственный звукозаписывающий лейбл, названный «Bread Winners' Association».

### Atlantic Records и прорывы в области микстейпов
В начале 2013 года Гейтс выпустил микстейп «The Luca Brasi Story» на своем лейбле «Bread Winners' Association». Микстейп получил похвалу от критиков, а электронный журнал «Pitchfork» написал, что он «наполняет клаустрофобную мрачность трэпа эмоциональной наготой, способной лирикой и мелодичной уверенностью, которых не хватало многим из его недавних прорывных звезд». Журнал «Rolling Stone» назвал сингл микстейпа «Wylin'» 40-й лучшей песней 2013 года. Вслед за успехом этого микстейпа Гейтс подписал контракт с «Atlantic Records». В июле 2013 года он выпустил свой первый микстейп на крупном лейбле «Stranger Than Fiction». Микстейп затрагивает самые разные проблемы: от депрессии до тюремного заключения Гейтса. Микстейп также получил благоприятные отзывы, несмотря на то, что в целом оказался короче, чем изначально надеялся Гейтс. Stranger Than Fiction также стал первым микстейпом Гейтса, попавшим в чарт Billboard 200, достигнув 37-го места. 
В октябре 2013 года в поддержку микстейпа Гейтс отправился на 4-недельный тур по США под названием «Stranger Than Fiction Tour». В туре также приняли участие Starlito и Дон Трип. После тура Гейтс снова оказался в тюрьме за нарушение условий условно-досрочного освобождения. Он был приговорен к 4 месяцам, но отсидел только 3,5 из них. После освобождения в начале марта 2014 года он снова сосредоточился на музыке и, в частности, на своем новом микстейп-проекте By Any Means. 18 марта 2014 года микстейп был выпущен. В микстейпе приняли участие такие артисты, как: 2 Chainz, Plies и Rico Love. Микстейп также попал в Billboard 200, достигнув 17-го места.
В мае 2014 года Гейтс был назван членом класса первокурсников журнала XXL. Он также объявил о туре By Any Means, который продлится с 15 июля по 30 августа 2014 года и в котором примет участие Chevy Woods. В августе 2014 года Гейтс объявил о создании нового энергетического напитка под названием «I Don't Get Tired» или «#IDGT». Напиток основан на одноименном сингле Гейтса 2014 года, в котором также принял участие Август Альсина.

### Успех с «I Don't Get Tired» и Islah
С выпуском своего 13-го микстейпа, Luca Brasi 2, Гейтс заработал свой третий листинг Billboard 200 подряд. Микстейп достиг пика дойдя до 38-го места. Микстейп включал сингл «I Don't Get Tired», который стал первой песней Гейтса, попавшей в американский хит-парад Billboard Hot 100 и его первой песней, получившей золотой статус. В феврале и марте 2015 года Гейтс отправился в тур I Don't Get Tired, охвативший большую часть Юга США.
В мае 2015 года Гейтс выпустил еще один микстейп, «Murder for Hire», который, как планировалось, станет третьей частью в серии «Luca Brasi».
В июле 2015 года он выпустил песню «Kno One», которая стала первым синглом с его дебютного студийного альбома «Islah».
В конце августа 2015 года Гейтс стал объектом некоторых споров после того, как всплыло видео, на котором он якобы пинает фанатку в грудь на концерте в Лейкленде, штат Флорида. Вскоре после этого Гейтс ответил на обвинения в форме песни под названием «The Truth», отметив (среди прочего), что фанатка дергала его за шорты. В октябре 2015 года Гейтс объявил название и дату релиза своего дебютного студийного альбома «Islah», что означает «очищение» на арабском языке, а также является именем его дочери первенца. Первоначально альбом был запланирован к выпуску 11 декабря 2015 года. В конечном итоге альбом был перенесен на 29 января 2016 года. В него вошло всего четыре сингла: «Kno One», «Time for That», «Really Really» и «2 Phones». "Really Really" и "2 Phones" получили коммерческий успех. Альбом был продан тиражом 112 000 копий за первую неделю после релиза, а также достиг второго места в чарте Billboard 200. В альбоме почти не было гостевых появлений, за исключением Trey Songz, Ty Dolla Sign и Jamie Foxx, которые представлены на бонус-треке «Jam». Islah получил в основном положительные отзывы, а Inverse назвал его «Лучшим альбомом 2016 года на данный момент». Pitchfork отметил, что это был «безусловно лучший сингл-релиз в его карьере».

### Релизы микстейпов
26 мая 2016 года Гейтс объявил, что продолжение «Убийства по найму» выйдет 27 мая 2016 года.
22 сентября 2017 года супруга Гейтса Дрека выпустила «By Any Means 2», пока он оставался в тюрьме. Она взяла на себя исполнительный контроль над проектом. Микстейп достиг четвертого места в Billboard 200.
В мае 2018 года Гейтс выпустил трёхпесенный EP Chained to the City. Это его первый релиз после освобождения из тюрьмы.

### Only the Generals Gon Understand и I'm Him
31 мая 2019 года Гейтс выпустил свой второй мини-альбом под названием «Only the Generals Gon Understand».
28 июня 2019 года Гейтс выпустил «Push It» вместе с музыкальным клипом. Песня стала ведущим синглом с его второго альбома «I'm Him».

### Only the Generals, Pt. II и Khaza
19 февраля 2021 года Гейтс вернулся со своим первым проектом с 2019 года — 17-м микстейпом «Only the Generals, Pt. II». Выпущенный неожиданно, проект является продолжением мини-альбома Гейтса 2019 года «Only the Generals Gon Understand». Микстейп был записан ранее в 2021 году в Пуэрто-Рико, и Гейтс объяснил, что это было сделано, чтобы отпраздновать его семейное наследие на острове. Он содержит ранее выпущенный сингл «Plug Daughter 2», который был спродюсирован Тазом Тейлором из Internet Money. Микстейп сопровождался выпуском музыкального клипа на песню «Puerto Rico Luv», которая отражает его признательность за свое наследие, вместе с песней «Cartel Swag». Ранее Гейтс дразнил своим третьим студийным альбомом Khaza.

## Артистизм
Гейтс известен прежде всего своими «конфессиональными гимнами», которые часто сочетают автобиографические тексты с изысканными южными битами. В обзоре его дебютного альбома «Islah», Consequence отметил, что «автобиография и честность всегда были центральными в артистизме [Гейтса]». Журнал Spin отметил, что Гейтс часто сочетает «мелодичную мелодичность» и «стиснутый зубами уличный рэп». В последних релизах он включил больше пения, обучаясь у певицы Моники. Тексты песен Гейтса часто затрагивают такие темы, как депрессия, бедность и тюремное время. Он перечислил множество артистов среди тех, кто оказал на него влияние, включая: Nas, Biggie Smalls, Jay-Z, Tupac Shakur, Eminem и других.

## Личная жизнь
Будучи в тюрьме принял ислам. В октябре 2015 года Гейтс женился на своей давней подруге Дреке Хейнс. У пары двое детей. В 2013 году в интервью журналу «Complex» Гейтс намекнул, что у него есть дети от других женщин: «У меня есть дети. Я очень-очень близок с ними. Я лежу с ними в кровати, обнимаю их, люблю их. На самом деле бессмысленно говорить [сколько у меня детей]. Не в плохом смысле, но вряд ли публика когда-либо увидит моих детей, а если и увидит, то не узнает, что они мои».
Гейтс является практикующим мусульманином. В сентябре 2016 года он вместе со своей женой отправился в Мекку на хадж.

## Проблемы с  законом

### Как несовершеннолетний
Первый арест Гейтса произошел, когда ему было 13 лет, за то, что он был пассажиром в угнанном автомобиле. Гейтс за это правонарушение был ненадолго заключен в тюрьму и сказал, что тюремное заключение оказало глубокое влияние на его жизнь: «Если бы они просто подъехали к тюрьме, оставили меня в полицейской машине, не забрали меня внутрь и просто отвезли обратно домой, я не думаю, что я когда-либо сделал бы что-то еще снова. Но то, что это сделало — то, что я попал в тюрьму в таком юном возрасте — всё, что это сделало, это криминализировало меня в некотором смысле. Это как-то направило меня в неправильном направлении после того, как я туда попал и обосновался; это отняло у меня страх перед тюрьмой». 
В 2003 году Гейтс был заключен в тюрьму после того, как принял участие в драке возле кинотеатра, в ходе которой он нанес своему оппоненту несколько ножевых ранений. 

### Нанесение побоев
Летом 2015 года Гейтсу было предъявлено обвинение в нанесении побоев за то, что он пнул фанатку во время выступления на сцене на мероприятии в Лейкленде, Флорида. Он использовал Закон Флориды о защите своей позиции. 26 октября 2016 года он был признан виновным по этому обвинению и приговорен к 180 дням тюремного заключения.

### Обвинение в хранении огнестрельного оружия
В октябре 2013 года Гейтс был приговорен к 30 месяцам тюремного заключения в исправительном учреждении Ист-Молина, штат Иллинойс, за обвинения, связанные с оружием, вытекающие из ордера, который был выдан после ареста в Чикаго. Гейтс не явился в суд в Иллинойсе, что привело к тому, что его ордер был перевыпущен в декабре 2016 года, когда он отбывал наказание за нанесение побоев.
10 января 2018 года он был освобожден условно-досрочно.

### Условно-досрочное освобождение
В апреле 2018 года Гейтс подал иск (Кевин Гильярд против Джона Р. Болдуина, Неда Шварца и Джейсона Гарнетта) против своего офицера по условно-досрочному освобождению, директора Департамента исправительных учреждений Иллинойса (DOC) и его начальника по условно-досрочному освобождению за отклонение его просьб о выезде за пределы округа Кук, штат Иллинойс, где он отбывал испытательный срок, для выступления и посещения семьи. Он утверждал, что пропустил несколько шоу за прошедшие месяцы. Дело слушалось в USDC по Северному округу Иллинойса, где оно было прекращено 2 мая 2018 года в протокольном постановлении после краткого слушания.
Гейтс подал экстренное ходатайство с просьбой о судебном запрете в Апелляционный суд седьмого округа США, который начал слушание дела 7 мая 2018 года. 9 мая 2018 года коллегия из трех судей отклонила его экстренное ходатайство и назначила слушание дела на более позднюю дату без срочного рассмотрения
18 июня 2018 года Гейтсу было предоставлено запрошенное им добровольное прекращение его собственного дела, поскольку вопрос стал спорным — его условно-досрочное освобождение было прекращено досрочно Департаментом исправительных учреждений штата Иллинойс по собственной инициативе. Таким образом, Гейтс больше не находился ни под властью своего офицера по условно-досрочному освобождению, ни под властью соглашения MSR, которое было предметом спора. После того, как Илья Ушарович, адвокат Гейтса, подтвердил, что вопрос был спорным, поскольку условно-досрочное освобождение Гейтса закончилось досрочно, суд низшей инстанции отклонил дело.
Хотя он пропустил музыкальный фестиваль JMBLYA в Остине, штат Техас, на посещение которого он изначально подал петицию, Гейтс смог вернуться к живым выступлениям в The Novos в Лос-Анджелесе в июне следующего года. Первоначально предполагалось, что условно-досрочное освобождение Гейтса истечет 10 января 2019 года.

## Дискография
Студийные альбомы
- Islah (2016)
- I'm Him (2019)
- Khaza (2022)
- The Ceremony (2024)